# Spolužitie
Spolužitie (maďarsky Együttélés, též Politické hnutie Spolužitie, maďarsky Együttélés Politikai Mozgalom, celým názvem Coexistentia-Soužití-Spolužitie-Wspólnota-Egyuttélés-Zusammenleben-Spivzittja-Koegzystencja, zkratka COEX) je politická strana vzniklá roku 1990, která byla založena v Československu jako střechová politická platforma reprezentující etnické menšiny v polistopadovém Československu. Po rozdělení ČSFR působila strana samostatně v Česku a na Slovensku, v českých zemích coby regionální formace (zejména) polské menšiny, na Slovensku jako převážně maďarská politická síla, která se roku 1998 sloučila do Strany maďarské koalice. Od roku 1995 v České republice působí pod názvem Coexistentia.

## Dějiny a ideologie
Koncem roku 1989 se mezi etnickými menšinami v Československu začaly vydělovat proudy, které upřednostňovaly samostatný politický postup. Mezi přední polské zastánce tohoto směru patřil poslanec České národní rady Vladislav Niedoba, který zastával názor, že polská menšina by se měla politicky angažovat samostatně a nevázat se výlučně na Občanské fórum. V prosinci 1989 a lednu 1990 navázali polští menšinoví aktivisté kontakty s etnickými Maďary ze Slovenska (zejména bývalý disident Miklós Duray a István Harna), mezi nimiž rovněž existoval názorový proud upřednostňující samostatnou politickou reprezentaci (na rozdíl od koncepce, kterou vyznávala Maďarská nezávislá iniciativa, vázaná na hnutí Verejnosť proti násiliu). Zároveň probíhala jednání s představiteli německé a rusínské menšiny. V lednu 1990 proběhla na Těšínsku petiční akce, na jejímž základě se podařilo opatřit tisíc podpisů potřebných pro registraci nového politického subjektu. Ministerstvo vnitra zaregistrovalo novou stranu 27. února 1990, na Slovensku 1. března 1990. Ideologicky šlo o stranu obhajoby menšinových etnických zájmů s prvky konzervativismu, národně liberálního demokratismu a nacionálního populismu.
Strana pak 31. března 1990 uspořádala svůj zakládající kongres v Bratislavě. Předsedou se stal Miklós Duray, jedním z místopředsedů Polák Stanislav Gawlik. Strana sdružovala etnické menšiny v ČSFR, přičemž z demografického hlediska nejvýznamnější roli hrála menšina maďarská na Slovensku.
Ve volbách v roce 1990 získalo Spolužitie mandáty v Slovenské národní radě i v obou komorách Federálního shromáždění, přičemž kandidovalo v koalici s dalším menšinovým politickým subjektem, kterým bylo Maďarské křesťanskodemokratické hnutí (MKDH). Obdobně Spolužitie uspělo i ve volbách v roce 1992 (pouze s mírnou změnou, kdy ke koalici Spolužitie-MKDH přistoupila i formace Maďarská ľudová strana). V českých zemích byly ovšem volební zisky Spolužitie jen minimální a do České národní rady nekandidovalo. Na kandidátní listině koalice Spolužitie-MKDH do Federálního shromáždění se v roce 1990 i 1992 objevili i někteří etničtí Poláci z českých zemí, kteří tak byli zvoleni do parlamentu (Vladislav Niedoba, Stanislav Gawlik). V komunálních volbách roku 1990 bylo na Slovensku za Spolužitie zvoleno 102 starostů a primátorů a 2416 členů obecních a městských zastupitelstev, v českých zemích získalo Spolužitie 19 mandátů v regionu Těšínska. V komunálních volbách na Slovensku roku 1994 získalo 131 postů starostů a primátorů a 2215 členů zastupitelstev.
Po zániku Československa pokračovalo hnutí Spolužitie na Slovensku jako převážně maďarská formace a roku 1998 splynulo s dalšími politickými stranami maďarské menšiny do Strany maďarské koalice. V Česku strana pokračovala po zániku ČSFR samostatně, nyní již jen jako regionální formace pod názvem Spolužití nebo Coexistentia. 15. května 1993 se konal kongres hnutí v Ostravě, kde byly ustaveny i maďarská a ukrajinsko-rusínská sekce, ale faktický význam měla jen polská menšina. Předsedou strany v Česku se stal Stanislav Gawlik. Spolužití se účastnilo komunálních voleb, ale získávalo jen řádově desítky mandátů. Před sněmovními volbami roku 1996 Spolužití uzavřelo dohodu s hnutím NEZÁVISLÍ a někteří jeho představitelé byli začleněni na kandidátní listinu nezávislých. Nezískali ale parlamentní zastoupení. V krajských volbách roku 2000 kandidoval za stranu neúspěšně předák německé menšiny Hans Korbel. V sněmovních volbách roku 2002 Spolužití vytvořilo alianci s formací Strana venkova - spojené občanské síly, ale ani tentokrát se nepodařilo získat mandáty. Kandidáti za Spolužití se rovněž pokoušeli neúspěšně o zvolení do senátu. V senátních volbách roku 1996 to byl Jiří Czap za senátní obvod č. 73 - Frýdek-Místek, senátních volbách roku 1998 Jiří Pinkava v témže obvodu.
V roce 2001 odešel z postu předsedy Spolužití Stanislav Gawlik, nahradil ho Vladislav Niedoba. Důvodem byla kritika hospodaření strany, v roce 2001 byla dokonce její činnost dočasně pozastavena soudním rozhodnutím. V roce 2002 byla činnost obnovena.

## Volební výsledky
1990 (v koalici s MKDH)

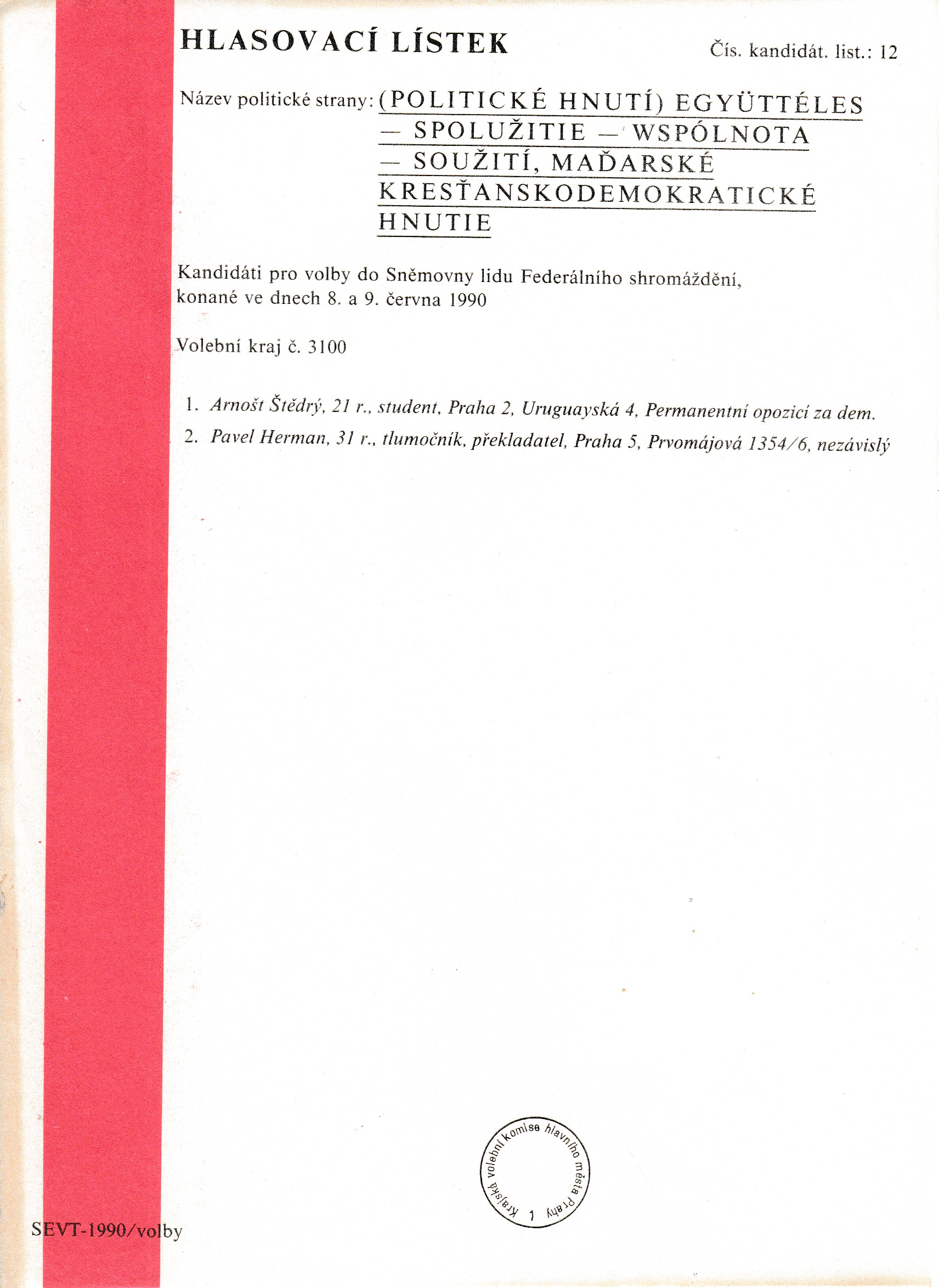
Hlasovací lístek Spolužití do Sněmovny lidu r. 1990

- Volby do České národní rady 1990 - nekandidovala
- Volby do Slovenské národní rady 1990 - 8,66 % hlasů, 14 mandátů
- Volby do Sněmovny lidu Federálního shromáždění 1990 - na Slovensku 8,6 % hlasů, 5 mandátů, v Česku 0,08 % hlasů a 0 mandátů
- Volby do Sněmovny národů Federálního shromáždění 1990 - na Slovensku 8,49 % hlasů, 7 mandátů, v Česku nekandidovala

1992 (v koalici s MKDH a MĽS)
- Volby do České národní rady 1992 - nekandidovala
- Volby do Slovenské národní rady 1992 - 7,42 % hlasů, 14 mandátů
- Volby do Sněmovny lidu Federálního shromáždění 1992 - na Slovensku 7,37 % hlasů, 5 mandátů, v Česku 0,07 % hlasů a 0 mandátů
- Volby do Sněmovny národů Federálního shromáždění 1992 - na Slovensku 7,39 % hlasů, 7 mandátů, v Česku 0,06 % hlasů a 0 mandátů